# Serge Gakpé
Serge Gakpé   (Bondy, 7 de maig de 1987) és un exfutbolista togolès de la dècada de 2010.
Fou internacional amb la selecció de futbol de Togo.
Pel que fa a clubs, destacà a AS Monaco i FC Nantes.